# Староминскаја
Староминскаја (рус. Староминская) насељено је место руралног типа (станица) на југозападу европског дела Руске Федерације. Налази се на северу Краснодарске Покрајине и административно припада њеном Староминшком рејону чији је уједно и административни центар.
Према подацима Националне статистичке службе Русије за 2010. у насељу је живело 29.809 становника и једно је од највећих села на тлу Русије. Колоквијално га називају и „северном капијом Кубања”.

## Географија
Село се налази на северу Краснодарског краја и налази се на око 180 километара северно од административног центра Покрајине града Краснодара. Село лежи на маленом узвишењу на левој обали реке Сосике, леве притоке реке Јеје, на надморској висини од 15 метара. Управо код Староминскаје је преграђено корито реке Сосике и претворено у вештачко Староминско језеро.

## Историја
Село је основано 1794. као једно од првих 40 насеља црноморских Козака на подручју Кубања. Како је већина становника на то подручје досељена са севера Украјине, из града Мене, новоосновано насеље добило је име Менско. Село је према подацима из 1802. имало свега 15 кућа, а наколико година касније у њега се доселило неколико козачких породица са подручја Черниговске губерније.
Садашње име село добија 1821. године. Према подацима из 1861. село је имало 4.858 становника који су живели у око 700 домаћинстава, а две године касније отворена је и прва сеоска школа. Село постаје рејонским центром 1924. године.
Велика глад која је захватило то подручје 1932/33. у потпуности је десетковала сеоску популацију и село је било готово нестало. Током Другог светског рата село Староминскаја је нешто више од пола године дана било под окупацијом нацистичке Немачке (од 5. августа 1942. до 3. фебруара 1943. године).

## Демографија
Према подацима са пописа становништва 2010. у селу је живело 18.010 становника.
| 1939. | 1959. | 1970. | 1979. | 1989. | 2002.  | 2010.  |
| ----- | ----- | ----- | ----- | ----- | ------ | ------ |
| ---   | ---   | ---   | ---   | ---   | 30.072 | 29.809 |